# Capitale de la Belgique
La capitale de la Belgique est actuellement Bruxelles mais cela n'a pas toujours été le cas.

## Liste brute
- 1830 - 1914 : Bruxelles
- 13 octobre 1914 (installation du gouvernement belge) - novembre 1918 : Sainte-Adresse (Seine-Maritime, cédée à bail par la France pour que le gouvernement belge ne soit pas un gouvernement en exil)
- novembre 1918 - 1940 : Bruxelles
- (Seconde Guerre mondiale) : gouvernement en exil à Londres constitué en octobre 1940 ; Bruxelles reste capitale de jure
- depuis 1945 : Bruxelles

## Liste antérieure au Royaume de Belgique
Bien que le royaume de Belgique n'existe que depuis 1830, on peut donner les capitales des entités correspondant grosso modo au territoire actuel. 
ordre chronologique inversé : 
- 1815-1830 Royaume uni des Pays-Bas : Bruxelles et Amsterdam
- 1804-1815 Empire français : Paris
- 1795-1804 République française : Paris
- 1792-1795 Pays-Bas autrichiens : Bruxelles
- 1790-1792 Pays-Bas autrichiens : Bruxelles
- 1789-1790 États belgiques unis : Bruxelles
- 1713-1789 Pays-Bas autrichiens : Bruxelles
- 1556-1713 Pays-Bas espagnols : Bruxelles
- 1482-1556 Pays-Bas des Habsbourg : Bruxelles
- 1384-1482 Pays-Bas bourguignons : Malines puis Bruxelles

Antérieurement plusieurs entités :   
- Duché de Brabant : Louvain puis Bruxelles
- Comté de Flandre : Bruges, Gand, Lille

## Histoire

### Première Guerre mondiale
En 1914, la Belgique est envahie par l'Empire allemand. Le territoire métropolitain est presque entièrement occupé pendant toute la guerre, seule la partie encore tenue par l'armée belge, à l'arrière de la ligne de front de l'Yser restant libre. Le gouvernement est contraint de s'installer dans la petite ville française de Sainte-Adresse, en Seine-Maritime, dans la banlieue du Havre, à partir du 13 octobre 1914. Sainte-Adresse, qui avait en effet été cédée à bail au gouvernement belge par le gouvernement français pour la durée des hostilités afin de ne pas faire de ce premier un gouvernement en exil, devint alors la capitale administrative du royaume. Le gouvernement belge s'installa dans l'« immeuble Dufayel », construit par Georges Dufayel en 1911. Les ministères, administrations et personnel diplomatique, soit plus de 1 000 personnes, logèrent dans la ville à partir du 13 octobre. Le gouvernement belge avait à sa disposition un bureau de poste, utilisant des timbres-poste belges, ainsi que son parc de réparation automobile, son hôpital, son école. Le chef du gouvernement belge, Charles de Broqueville, ne séjourne à Sainte-Adresse que le week-end, faisant constamment des allers et retours pour voir le roi, Albert Ier de Belgique, resté en zone libre belge, à La Panne. Le souverain belge ne s'est jamais rendu à Sainte-Adresse, mais y a néanmoins son boulevard, sa place et sa statue monumentale, érigée en 1938, mise à l'abri en 1940, et réinaugurée en 1947. Sainte-Adresse restera la capitale belge jusqu'en novembre 1918.
En Belgique occupée, l'Allemagne veut favoriser le séparatisme en scindant l'administration entre la Flandre -capitale Bruxelles- et la Wallonie -capitale Namur où les fonctionnaires francophones sont déplacés "manu militari" par le gouverneur militaire Von Bissing. Cet état de fait disparaîtra dès la défaite allemande de 1918.

### Seconde Guerre mondiale
La capitulation belge du 28 mai 1940 à la suite de la campagne des 18 jours soumet de nouveau la Belgique à l’occupation allemande. L’administration belge francophone n'est pas déplacée à Namur par l’occupant, alors qu'il avait imposé cette politique séparatiste en 1916. Mais une administration militaire de la Belgique et du Nord de la France s'installe sous le général von Falkenhausen tandis que le  gouvernement belge en exil conduit par Hubert Pierlot (le gouvernement Pierlot IV) se forme à Londres le 23 octobre 1940 pour conduire l'effort de guerre du Congo belge et des aviateurs et marins belges en Angleterre et dans le monde.